# Base Aérea de Kunsan

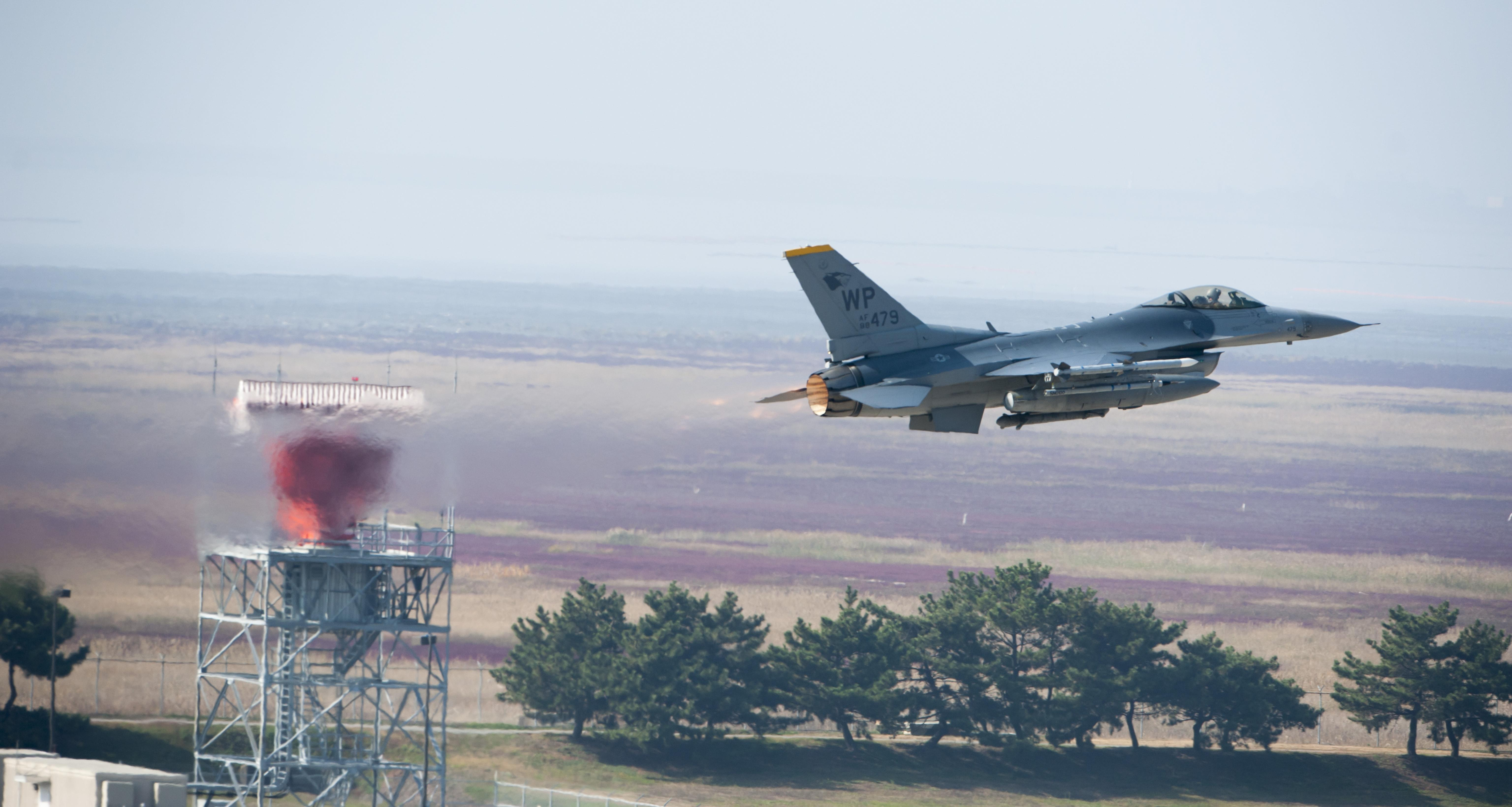
Um F-16 Falcon decola da Base Aérea de Kunsan, em 5 de novembro de 2013.

A Base Aérea de Kunsan é uma base da Força Aérea dos Estados Unidos localizada no Aeroporto de Gunsan, que fica na costa oeste da península coreana, às margens do Mar Amarelo. A cidade de Gunsan (em coreano:  군산시), situada 240 km ao sul de Seul, pode ser romanizada tanto como Gunsan ou Kunsan. A Força Aérea dos Estados Unidos usa Gunsan para se referir à cidade, e Kunsan para se referir à base.
É uma das duas principais instalações da Força Aérea operada pelos Estados Unidos na Coreia do Sul, sendo a outra a Base Aérea de Osan.